# Référendum constitutionnel comorien de 1989
Le référendum présidentiel comorien de 1989 a lieu le 5 novembre 1989 sous l'impulsion du Président Ahmed Abdallah. 
Il soumet au peuple comorien une réforme constitutionnelle autorisant un troisième mandat présidentiel et créant le poste de Premier ministre.
Cette réforme constitutionnelle est approuvée par 92,50 % des votants. 
Ahmed Abdallah ne briguera néanmoins pas de troisième mandat, étant tué lors du coup d'État du 26 novembre 1989. 

## Résultats
| Choix                     | Votes   | %     |
| ------------------------- | ------- | ----- |
| Pour                      | 240 281 | 92,49 |
| Contre                    | 19 500  | 7,51  |
|                           |         |       |
| Votes valides             | 259 781 |       |
| Votes blancs et invalides |         |       |
| Total                     |         | 100   |
| Abstention                |         |       |
| Inscrits/Participation    | 265 222 |       |

## Suites
Ahmed Abdallah est assassiné le 27 novembre 1989 avant d’avoir promulgué la version modifiée. Celle-ci n'est finalement jamais appliquée. La limitation à 2 du nombre de mandats présidentiels reste donc active et sera ensuite reprise par la constitution de 1992. La fonction de premier ministre disparue lors des modifications constitutionnelles de janvier 1985 ne réapparait qu'avec la constitution de 1992.